# Dialeurodes decaspermi
Dialeurodes decaspermi là một loài côn trùng cánh nửa trong họ Aleyrodidae, phân họ Aleyrodinae.
Dialeurodes decaspermi được Martin miêu tả khoa học đầu tiên năm 1985.